# Notre-Dame-de-Bonsecours
Pour les articles homonymes, voir Notre-Dame-de-Bon-Secours.
Notre-Dame-de-Bonsecours est une municipalité du Québec (Canada) située dans la municipalité régionale de comté (MRC) de Papineau dans la région administrative de l'Outaouais.

## Toponymie
Son toponyme trouve son origine dans la tradition catholique et est lié à la Vierge Marie.
Elle a reçu le surnom de Berceau de la seigneurie de La Petite-Nation.

## Histoire
À l'origine dans le comté de Papineau, Notre-Dame-de-Bonsecours est incluse dans la municipalité régionale de comté de Papineau en 1983.

### Chronologie municipale
- 1674 : concession de la seigneurie de La Petite-Nation.
- 1831 : érection canonique de la paroisse de Notre-Dame-de-Bonsecours-de-la-Petite-Nation.
- 1918 : la municipalité de paroisse de Notre-Dame-de-Bonsecours-Partie-Nord est constituée d'une partie de la municipalité de paroisse de Notre-Dame-de-Bonsecours.
- 1920 : Annexion d'une partie par la municipalité de paroisse de Notre-Dame-de-la-Paix.
- 2003 : Notre-Dame-de-Bonsecours-Partie-Nord change son nom en municipalité de Notre-Dame-de-Bonsecours.

## Démographie
| 1991 | 1996 | 2001 | 2006 | 2011 | 2016 | 2021 |
| ---- | ---- | ---- | ---- | ---- | ---- | ---- |
| 248  | 273  | 284  | 275  | 261  | 301  | 285  |

## Administration
La municipalité est dirigée par un conseil formé d'un maire et de six conseillers élus en bloc pour un mandat d'une durée de quatre ans.
Les élections municipales se font en bloc pour le maire et les six conseillers.
| Notre-Dame-de-Bonsecours Maires depuis 2005                                                                          |                 |         |          |
| Élection | Maire           | Qualité | Résultat |
| 2005 | Denis Beauchamp |         | Voir     |
| 2009 | Denis Beauchamp | Voir    |          |
| 2013 | Carol Fortier   |         | Voir     |
| 2017 | Carol Fortier   | Voir    |          |
| 2021 | Carol Fortier   | Voir    |          |
| Élection partielle en italique Depuis 2005, les élections sont simultanées dans toutes les municipalités québécoises |                 |         |          |

## Éducation
La Commission scolaire Sir Wilfrid Laurier administre les écoles anglophones:
- École secondaire Laurentian Regional (en) à Lachute[2]